# Mead Valley
Mead Valley – jednostka osadnicza w Stanach Zjednoczonych, w stanie Kalifornia, w hrabstwie Riverside.